# Šeki, Azerbajdžan
Šeki (azerbajdžansko Şəki) je mesto v severozahodnem Azerbajdžanu, obkroženo z istoimenskim okrožjem. Je na južnem delu gorske verige Veliki Kavkaz, oddaljeno 240 km od Bakuja. Leta 2020 je imelo mesto 68.400 prebivalcev. Središče mesta in palača šekijskih kanov sta bila leta 2019 uvrščena na Unescov seznam svetovne dediščine zaradi edinstvene arhitekture in zgodovine pomembnega trgovskega središča ob svilni poti.

## Etimologija
Po mnenju azerbajdžanskih zgodovinarjev ime mesta izvira iz etnonima Sakov, ki so ozemlje današnjega Azerbajdžana zasedli v 7. stoletju pred našim štetjem in ga naseljevali več stoletij. V srednjeveških virih se pojavljajo različni zapisi imena, kot so Sheke, Sheki, Shaka, Shakki, Shakne, Shaken, Shakkan, Shekin.
Do leta 1968 je bilo mesto znano kot Nuha (azerbajdžansko Nuxa; rusko Нуха).

## Zgodovina

### Antika
Na območju Šekija obstajajo ostanki velikih naselij izpred več kot 2700 let. Saki so bili iransko ljudstvo, ki je pripotovalo s severne strani Črnega morja skozi Derbendski prehod do Južnega Kavkaza in od tam v Malo Azijo v 7. stoletju pred našim štetjem. Mesto Šeki je bilo eno od območij, ki so jih zasedli Saki. Prvotna naselbina sega v pozno bronasto dobo.
Mesto je bilo ustanovljeno v 8. stoletju pred našim štetjem. V 1. stoletju je bilo eno največjih mest kavkaških albanskih držav. Kraljestvo Šeki je bilo razdeljeno na 11 upravnih pokrajin. Tam je bil tudi glavni tempelj starih Albancev. Albanci so zgodaj sprejeli krščanstvo od Armencev v Šekiju pa je bil močan armenski kulturni in verski vpliv.
Pri arheoloških izkopavanjih leta 1902 v vasi Bojuk-Dakna v regiji Šaki so bili odkriti različni keramični izdelki in kamnit nagrobnik iz 2. stoletja našega štetja z napisi v grščini.
Šeki je bilo pred arabsko invazijo eno od pomembnih političnih in gospodarskih mest. Zaradi invazije leta 654 je bilo priključeno tretjemu emiratu Arminija. Na prelomu 9. stoletja, ko je bil arabski kalifat šibek, se je Šeki pridružil Kambizenu. V tem obdobju so mu vladali armenski smbatejski knezi kot del neodvisne kneževine Šeki ali Hereti, vazala armenskega Bagratidskega kraljestva. Prebivalstvo je bilo večinoma armenskega porekla in je govorilo armensko. Prvi armenski princ Šekija je bil Sahl Smbatean, ki je vladal dokaj svobodno pod Abasidskim kalifatom. Arabski geograf Ibn Haukal v 10. stoletju omenja, da je Šekiju vladal armenski princ princ Iškanik. Od leta 1038 do 1105 je Šekiju vladala armenska dinastija Kiurikian, Šeki pa je predstavljal del kraljestva Kakheti-Hereti. Leta 1117 je regijo zavzela vojska gruzijskega kralja Davida IV.
Mesto so pred mongolsko invazijo obvladovali tudi Atabegi iz Azerbajdžana in Horazmskega cesarstva.

### Fevdalna doba
13. in 14. stoletju je bilo ozemlje današnjega okrožja Šeki del države Širvanšahov. Vodenje Šekija je bilo dodeljeno sinu Rašida al-Dina Hamadanija - Džalatu. V 30. letih 14. stoletja je oblast prevzelo lokalno pleme Oirat. Po propadu vladavine Hulaga kana v prvi polovici 14. stoletja je mesto prejelo neodvisnost pod vladavino Sidija Ahmeda Orlata. Leta 1392 je emir Timur zavzel Šeki, vladar Šekija Sejid Ali pa je bil ubit. Njegov sin, Sejid Ahmed, ki je prišel na oblast skupaj s Šrivanšahom Ibrahimom I. Derbendijem, je spremljal Timurja na njegovem tretjem pohodu proti Azerbajdžanu leta 1399. Leta 1444 je Šekiju, takrat znanemu kot Nukhi, vladala muslimanska družina armenskega porekla, katere vladavina je trajala do leta 1551. V zgodnjih letih 16. stoletja je safavidski kralj Ismail I. (vladal 1501–1524) osvojil območje, vendar so mesto še naprej vodili njegovi dedni vladarji pod safavidskim vrhovništvom.
Ismailov sin in naslednik šah Tahmasp (vladal 1524–1576) je prekinil s tem in leta 1551 imenoval prvega kvizilbaškega guvernerja, ki je upravljal mesto. Ozemlje je bilo priključeno rodbini Safavidov kot neodvisni šekijski bejlerbej, ki mu je vladal Tojgun-beg Kadžar. Safavidsko vladavino so med letoma 1578 in 1603 ter 1724-1735 dvakrat za kratek čas prekinili Osmani. V letih 1734-1735 je v vasi Bilecik (Šeki) prišlo do upora revnih ljudi proti politiki Nadir Šaha.
Leta 1741 je prišlo do nove vstaje proti lokalnemu vladarju Meliku Najafu. Hadži Čelebi, ki ga je imenoval Nadir Šah in je trdil, da izvira iz dednih muslimansko-armenskih vladarjev pokrajine, je leta 1743 razglasil ustanovitev neodvisnega šekijskega kanata. Ko je Nadir Šah Afšar izvedel za to, je poslal svojo vojsko v Šeki. Hadži Chelebi se je zatekel v trdnjavo Gelesen-Geresen. Leta 1746 je bil Hadži Čelebi prisiljen priznati oblast Nadirja šaha. Vendar so novi upori in Nadir Šahova smrt Hadžiju Čelebiju omogočili, da se je ponovno razglasil za kana. V času obstoja Šekijskega kanata se je lokalno prebivalstvo mesta ukvarjalo z vzrejo sviloprejk, obrtjo in trgovino. Zaradi poplave reke Kiš je bilo mesto Šeki delno porušeno, prebivalci pa so se preselili v današnje mesto.
Leta 1748 je Hadži Čelebi v zavezništvu s Šamaki kanom poskušal obkoliti trdnjavo Bajat. Poraz v bitki pri Bajatu, ki je trajala mesec dni, je bil za zaveznike hud udarec.
Džaro-Balakan džamat, sultanati Qabala in Ares so bili odvisni od šekijskega kanata.
Leta 1751 je Hadži Čelebi porazil vojsko kaheškega kralja Heraklija II. Leta 1751 je Hadži Čelebi porazil vojsko kaheškega kralja Heraklija II. Na pobudo Heraklija II. je bila pripravljena politična zarota kahetijskega kraljestva, karabahskega, gandžijskega, irevanskega, nakičevskega in karadagskega kanata proti šekijskemu kanu. Leta 1752 so gruzijske čete na območju Kizilgaja nepričakovano napadle kane in jih zajele. Hadži Čelebi je sam premagal Gruzijce v bitki pri Gandži in priskočil na pomoč kanom. Vojska Šeki kana je zavzela Gazak in Borčali.
Leta 1767 je bil zahodni del Šamahijskega kanaata priključen k Šekijskemu kanu.
Leta 1785 je Šekijski kanat postal odvisen od Gubskega kanata. Vendar to ni trajalo dolgo, saj je po smrti Fatalijevega gubskega kana Šekijski khanat ponovno pridobil neodvisnost.
Med vladavino kana Selima je bilo ozemlje pogojno razdeljeno na 8 magalov, ki so jim vladali naibi, ki jih je neposredno imenoval sam kan.
21. maja 1805 je bila med Rusijo in Šekijskim kanatom podpisana Kjurekčajska pogodba, katere glavni pogoj je bila priključitev Šekijskega kanata k Rusiji. Leta 1806 se je ruska vojska premaknila v Šeki. Kan Selim je bil odstranjen z vodilnih položajev. Ustanovljen je bil začasni odbor proruskih bekov.

### Moderna doba
Območje je bilo leta 1813 z Gulistansko pogodbo v celoti priključeno Rusiji, leta 1819 je bil ukinjen hanat, namesto njega pa je bila ustanovljena Šekijska pokrajina. Pokrajina Šeki je bila leta 1840 združena s pokrajinami Šemaha, Baku, Suša, Lankaran, Derbent in Kuban ter ustanovljena Kaspijska regija. Hkrati je bila pokrajina Šeki preimenovana v pokrajino Nuha. Oblast je bila ukinjena leta 1846 in postala je rajonsko središče guvernernije Šemaka. Po potresu v Šemahi leta 1859 se je gubernija preimenovala v guvernijo Baku. 19. februarja 1868 je bil okrožje Nukha preneseno na novoustanovljeno guvernijo Elizavetpol kot Nukha uezd. Po ustanovitvi ZSSR je bilo središče okrožja Nukha. Njegova ena je bila ukinjena 4. januarja 1963 in je bila vezana na eno od Vartašena. Nuka one je bila znova ustanovljena leta 1965 in končno sta mesto in okrožje leta 1968 ponovno pridobila tradicionalno ime.
V svoji zgodovini je bilo mesto večkrat opustošeno, zato so najstarejši zgodovinski in arhitekturni spomeniki, ki so se ohranili, datirani šele v 16.-19. stoletje. V Šekiju je več stoletij živela velika armenska skupnost, mesto pa je bilo znano kot središče gojenja sviloprejk in lokalne proizvodnje svile. Prvotno je bilo mesto na levem bregu reke Kiš in je ležalo nižje po hribu, vendar so Šeki po uničujoči poplavi leta 1772 preselili na sedanjo lokacijo in postal prestolnica Šekijskega kanata. Ker je bila nova lokacija blizu vasi Nuka, je mesto postalo znano tudi pod imenom Nuka, dokler se leta 1968 ni vrnilo k imenu Šeki.
Leta 1829 je bila v mestu Šeki odprta tovarna Khanabad. Izdelki tovarne svile Nuka, ki je bila odprta leta 1861, so bili leta 1862 v Londonu nagrajeni z medaljo. Vstaja v Šekiju leta 1838 je vplivala na upravne, sodne in agrarne reforme v 40. letih 19. stoletja.
Leta 1917 so bili v številnih azerbajdžanskih mestih, tudi v Šekiju, ustanovljeni sveti delavskih poslancev.
Maja 1920 je bila kot v drugih mestih Azerbajdžana, vzpostavljena sovjetska oblast.
Leta 1930 je v vasi Baš Gojnjuk v okrožju Šeki izbruhnila vstaja proti politiki kolektivizacije v Azerbajdžanski SSR. Sovjetski režim je bil ukinjen. Kmalu so se v mesto preselile enote Rdeče armade. Uporniki so bili usmrčeni.

### Čas republike
V pismu predsednika mestnega sveta Kjota Daisakuja Kadokave z dne 8. decembra 2008 je bilo navedeno, da je mesto Šeki član Svetovne lige zgodovinskih mest. Mesto je prejelo članstvo po sestanku upravnega odbora Svetovne lige zgodovinskih mest oktobra 2008.
Državni odbor za načrtovanje in arhitekturo je določil dela, predvidena za prenovo in gradnjo v letu 2012: skupaj z izvršnim organom mesta Šeki in arhitekturnim odborom za urbanizacijo je bil pripravljen splošni načrt mesta Šeki. V skladu s splošnim načrtom je bilo načrtovano izvajanje številnih infrastrukturnih projektov, pa tudi širitev mesta proti zahodu, vključitev mest Oxud, İncə, Shaki, Kiš in vasi Qoxmuq v Šeki.

## Geografija
Šeki obkrožajo zasneženi vrhovi Visokega Kavkaza, ki ponekod dosegajo 3000-3600 m. Podnebje vključuje vrsto ciklonov in anticiklonov, zračnih mas in lokalnih vetrov. Povprečna letna temperatura v Šekiju je 12 °C. Junija in avgusta se povprečna temperatura giblje med 20 in 25 °C.
Gorski gozdovi v okolici mesta preprečujejo poplave in pregrevanje območja poleti. Glavni reki v mestu sta Kiš in Gurdžhana. Ko je bil Azerbajdžan pod sovjetsko oblastjo, so se mnogi podali v Šeki, da bi se kopali v prestižnih mineralnih vrelcih.

## Demografija
Po navedbah Kavkaškega koledarja iz leta 1917 je imel Šeki, takrat znan kot Nuka, leta 1916 52.243 prebivalcev, od tega 33.813 sunitskih muslimanov (64,7 %), 9588 šiitskih muslimanov (18,4 %) in 8009 Armencev (15,3 %).
Število prebivalcev Šekija je 174,1 tisoč ljudi pri čemer podeželsko prebivalstvo predstavlja 105,7 tisoč ljudi (61,6 %), medtem mestno prebivalstvo šteje 66,9 tisoč ljudi (38,4 %). Gostota prebivalstva je 72 ljudi na kvadratni kilometer. Od vseh prebivalcev je 86,4 tisoč ali 49,6 % moških, 87,7 tisoč ali 50,4 % je žensk.

### Vera
Vera je zaradi zgodovinske verske raznolikosti zelo pomembna za prebivalce Šekija, kjer stojijo starodavne kavkaške albanske cerkve. V mestu je veliko cerkva in mošej. Nekatere cerkve, kot je cerkev v Kišu v bližini Šekija, naj bi bile stare približno 1500 let. Kanova mošeja, mošeja Omarja Efendija in Gileilijev minaret veljajo za pomembne kraje čaščenja v mestu.

## Gospodarstvo
V 50-ih, 60-ih in 70-ih letih 19. stoletja je Šeki postal mednarodno središče za proizvodnjo svile. Več kot 200 evropskih podjetij je v mestu odprlo pisarne, katerim so v enem letu prodali za 3 milijone rubljev sviloprejk.
Šeki ima majhno svilarsko industrijo in se zanaša na kmetijski sektor, ki prideluje tobak, grozdje, govedo, oreščke, žita in mleko. Glavni proizvodni obrati v mestu so tovarna svile, plinska elektrarna, tovarna opeke, tovarna vina, tovarna klobas, tovarna konzerv in mlekarna z integrirano veliko mlečno farmo s poreklom.

### Turizem in nakupovanje
Leta 2010 je mesto obiskalo 15.000 tujih turistov z različnih koncev sveta.

## Kultura
Šeki ima eno največjih gostot kulturnih virov in spomenikov, ki vključujejo 2700 let azerbajdžanske zgodovine. Mesto se ponaša z veliko hišami z rdečimi strehami. V pop kulturi so verjetno najbolj znana značilnost Šekinjcev njihov prijeten smisel za humor in komične zgodbe. Šehijski junak komičnih zgodb Hacı dayı (stric Hadži) je predmet skoraj vseh šal na tem območju.
Šeki je imel vedno osrednjo vlogo v azerbajdžanski umetnosti ter na splošno v umetnosti in arhitekturi Azerbajdžana. Mesto je pod imenom Nuka prizorišče velikega dela dogajanja v Brechtovi igri Kavkaški krog s kredo .
V drugi polovici 19. stoletja je bilo mesto drugo po razvitosti trgovine in industrije v državi. Nastale so nove vrste mestnih in okrajnih šol.
V skladu z odločbo Sveta ministrov Azerbajdžanske zvezne republike št. 97 z dne 6. marca 1968 je bilo območje "Jukharj Baš" v Nuki razglašeno za arhitekturni rezervat.
Leta 1975 je bila v Shakiju dokončno zgrajeno dramsko gledališče.
Leta 1983 je bil odprt Muzej obrti Šeki.

### Arhitektura
Arhitekturo v Šekiju je v veliki meri oblikovala zgodovina mesta, ki sega v čas, ko je bilo mesto tržno središče ob svilni poti, ki je povezovala Dagestan v Rusiji s severnimi trgovskimi potmi prek Kavkaza.
Na osrednjem in glavnem odprtem mestnem trgu kraljujeta dva sovjetska stolpa. Veliko javnih prostorov in zasebnih hiš v Šekiju je okrašenih s šebekom, tj. leseno mrežo iz koščkov barvnega stekla, ki je skupaj pritrjena brez lepila ali enega samega žeblja. Tehnika je zapletena in poznana le redkim obrtnikom, ki svojo natančno obrt prenašajo iz roda v rod.
Palača šekijskih kanov, ki je bila poletna rezidenca šekijskih kanov, še vedno ostaja ena od najbolj vidnih znamenitosti v Šekiju. Zgrajena je bila leta 1762 brez enega samega žeblja in je eden najbolj čudovitih spomenikov svoje dobe. V palači so razstavljeni artefakti iz obdobja azerbajdžanskih kanov ter prikazi umetniške scene, ki velja za eno najboljših na svetu.Zgodovinsko središče Šekija s Chansko palačo je bilo julija 2019 na 43. zasedanju Odbora za svetovno dediščino dodano na Unescov seznam svetovne dediščine.
Grad Šeki, ki ga je dal zgraditi ustanovitelj Šekijskega kanata Hadži Čelebi Khan (1743-1755) v bližini vasi Nuka ob južnem vznožju Kavkaza. Obzidje trdnjave je dolgo skoraj tisoč dvesto metrov in debelo več kot dva metra. V trdnjavo, ki jo ščitijo številni bastioni, se vstopa skozi dvoje glavnih vrat s severa in juga. V času največjega razcveta kana je trdnjava vsebovala ograjen palačni kompleks ter javne in trgovske strukture mesta, medtem ko je bila stanovanjska četrt zunaj njenega obzidja. Med letoma 1958 in 1963 je bila obsežno obnovljena.Trdnjava Šaki je dolga leta varovala pristope k mestu, pogumna dejanja njenih branilcev v boju s tujimi zatiralci pa so bila zapisana v številnih zgodovinskih knjigah. V znanem romanu Leva Tolstoja Hadži Murat je bila trdnjava Šaki izbrana kot kraj dogajanja.

### Znamenitosti
1. Trdnjava (19. stoletje);
2. Kanova mošeja (18. stoletje);
3. Zgornji karavanseraj (18. stoletje);
4. Spodnji karavanseraj (17. stoletje);
5. Hiša šekijskih kanov (18. stoletje);
6. Minaret mošeje Gilejli (18. stoletje)
7. Mošeja z minaretom Godak (19. stoletje);
8. Mošeja Džuma (19. stoletje);
9. Mošeja Omarja Efendija (19. stoletje);
10. Mošeja "Kišlak" (19. stoletje);
11. Podzemno kopališče (19. stoletje);
12. Kopel "Aguanlar" (19. stoletje);
13. Kopel "Kišlak" (19. stoletje);
14. Kopališče Dara (19. stoletje);
15. Okrogli tempelj (19. stoletje);
16. Most na reki Gurjanachai (18.–19. st.);
17. Ostanki trdnjave Gelesan-Goresen
18. Hiša-muzej Mirze Fatalija Akhundova;
19. Hiša-muzej Rashid Bey Efendiyeva;
20. Hiša-muzej Sabita Rahmana. [58]

### Kulinarika
Najbolj znan vidik šekijske kuhinje je verjetno bogata sladka hrana. Šeki je tradicionalno dom posebne vrste baklave, imenovane šekijska halva.  Druge vključujejo nabat kuhan sladkor in sladek peševeng.
Šeki ima tudi nekaj znanih jedi, med drugim girmabadam, zilviya, piti, enolončnico iz mesa in krompirja, ki se pripravlja v loncu iz terakote.

### Jezik
Mesto Šeki je razvilo svoje narečje azerbajdžanskega jezika, ki se govori predvsem v mestu in na območju okrožja. Prebivalci mesta so znani po svoji veseli intonaciji besed.

### Muzeji
V Šekiju je veliko zgodovinskih muzejev, med drugim tudi nekateri najpomembnejši v državi. Zgodovinski muzej Šeki je eden od glavnih muzejev, saj domuje najpomembnejše artefakte iz obdobja kanata.
V 18. stoletju je v Šekiju delovalo pet velikih karavanserajev (Isfahan, Tabriz, Lezgi, Ermeni in Taze), vendar sta se ohranila le dva. Zgornji in spodnji karavanseraj sta bila zgrajena v 18. stoletju, uporabljali pa so ju trgovci, ki so svoje blago shranjevali v kleteh in v prvem nadstropju trgovali, v drugem pa živeli. Oba karavanseraja vključujeta pogled na vse udobje in varnost trgovcev in njihovega blaga.

### Glasba in mediji
V mestu vsako leto potekata festival Mugham in mednarodni glasbeni festival Svilna pot.
V mestu imajo sedež regionalni kanal Kanal-S ter časopisa Šaki in Šakinin Sasi.

## Transport
Na relaciji Baku-Balakan vozi vsak dan nočni vlak v Baku in iz njega.

## Izobraževanje
V Šekiju deluje podružnica Azerbajdžanske pedagoške univerze v Šekiju, regionalna šola Šeki in 84 splošnih ter poklicnih šol.

## Pomembni prebivalci
Pomembni prebivalci mesta so: Fatali Khan Khoyski, predsednik vlade Azerbajdžanske demokratične republike, Ahmadiyya Jabrayilov, aktivist francoskega odpora, pesnik Bakhtiyar Vahabzadeh, skladatelj Jovdat Hajiyev, filmski režiser Rasim Ojagov, igralec Lutfali Abdullayev, verski voditelj Mahammad Hasan Movlazadeh Shakavi in drugi.